# 11:11 (Chris Brown)
11:11 è l'undicesimo album in studio del cantante statunitense Chris Brown, pubblicato il 10 novembre 2023.
L'album, legato concettualmente all'omonimo significato numerologico, è stato premiato col Grammy Award al miglior album R&B del 2025.

## Composizione
11:11 è un doppio album, con i suoi due lati contenenti 11 tracce ciascuno. Lo stile musicale dell'album mescola R&B, musica pop, afrobeat e dancehall. Dal punto di vista dei testi, 11:11 presenta per lo più contenuti amorosi e sessuali, ma contiene anche brani in cui Brown affronta temi di ansia e rimorso. La critica ha trovato il contenuto dei suoi testi "un po' più romantico" rispetto al precedente album del cantante, Breezy.

## Tracce

### Disco 1
1. Angel Numbers / Ten Toes – 5:06
2. Sensational (feat. Davido & Lojay) – 3:51
3. Press Me – 2:07
4. That's On You (feat. Future) – 4:23
5. Feel Something – 3:12
6. Best Ever (feat. Maeta) – 2:32
7. No One Else (feat. Fridayy)– 3:43
8. Shooter – 3:30
9. Nightmares (feat. Byron Messia) – 2:30
10. Very Special – 3:33
11. Messed Up – 2:53

### Disco 2
1. Midnight Freak – 2:43
2. Moonlight – 3:11
3. Bouncing / G5 – 2:56
4. Make Up Your Mind – 2:34
5. Stutter – 2:51
6. Need a Friend – 3:12
7. Summer Too Hot – 3:08
8. Feelings Don't Lie – 2:18
9. Red Flags – 2:48
10. Closer – 2:11
11. Views – 2:30

#### Edizione deluxe
1. Bruce Lee – 2:55
2. Go Girlfriend – 2:55
3. No Interruptions – 2:39
4. Run Away (feat. Bryson Tiller) – 3:27
5. Delusional – 3:37
6. Freak (feat. Lil Wayne, Joyner Lucas & Tee Grizzley) – 4:07
7. Won't Keep You Waiting (feat. Mario) – 3:17
8. Hmmm (feat. Davido) – 2:57
9. Afterlife – 3:15
10. Sex So Good – 3:30
11. My Slime – 2:44
12. Sweet Lullaby – 3:43
13. Residuals – 3:35

## Classifiche
| Classifica (2023-24)        | Posizione massima |
| --------------------------- | ----------------- |
| Australia                   | 16                |
| Austria                     | 52                |
| Belgio (Fiandre)            | 47                |
| Belgio (Vallonia)           | 81                |
| Canada                      | 34                |
| Danimarca                   | 13                |
| Francia                     | 49                |
| Germania                    | 38                |
| Paesi Bassi                 | 6                 |
| Irlanda                     | 41                |
| Norvegia                    | 7                 |
| Nuova Zelanda               | 2                 |
| Portogallo                  | 92                |
| Regno Unito                 | 11                |
| Stati Uniti                 | 9                 |
| Stati Uniti (R&B & hip-hop) | 2                 |
| Svizzera                    | 9                 |